# Горохов, Владимир Иванович
Влади́мир Ива́нович Горо́хов (13 [26] мая 1911, Москва — 1 ноября 1985, Москва) — советский футболист, тренер. Мастер спорта СССР. Заслуженный тренер РСФСР (1965).

## Биография
Начинал играть футбол в детской клубной команде РГО Сокол (1921), МКС (1922) затем в «Красной Пресне» (1923—1925), «Пищевиках» (1926—1930), ЗИФ (Москва) (1931—1934). Игровое амплуа — защитник.
В 1930-е был одним из лучших защитников в хоккее с мячом, входил в сборные Москвы и РСФСР. Чемпион СССР 1933.
В 1947—1949 играл за «Крылья Советов» в чемпионате СССР по хоккею с шайбой, одновременно с этим был старшим тренером команды.
Тренировал команды:
- «Спартак» Москва: (1940, 1942—1943)
- «Крылья Советов» Москва: 1941 (август-октябрь)
- «ВВС» Москва: 1944—1945
- «Спартак» Калинин: 1953—1954
- «Торпедо» Москва: (1955—1959, 1965—1969)
- «Кубань» Краснодар: 1962—1963
- «Черноморец» Одесса: 1964 (до августа), 1970 (июль-август)

В 1970-е годы активно занимался организацией физкультурно-спортивной работы на ЗИЛе. Похоронен на 16-м участке Ваганьковского кладбища города Москвы.